# Ровередо-ин-Пьяно
Ровередо-ин-Пьяно (итал. Roveredo in Piano) — коммуна в Италии, располагается в регионе Фриули-Венеция-Джулия, в провинции Порденоне.
Население составляет 5464 человека (2008 г.), плотность населения составляет 324 чел./км². Занимает площадь 15 км². Почтовый индекс — 33080. Телефонный код — 0434.
Покровителем коммуны почитается святой апостол Варфоломей, празднование 24 августа.

## Демография
Динамика населения:

## Администрация коммуны
- Официальный сайт: http://www.comune.roveredoinpiano.pn.it